# Apeadero de Realón
Realón es un apeadero de la línea 1 de Metrovalencia que se encuentra al norte de las poblaciones de Alcácer y Picasent, en el término municipal de esta última. Se inauguró el 8 de octubre de 1988, junto con el resto de estaciones de las líneas 1 y 2, formando parte anteriormente de la línea del trenet hasta Castelló. Consiste en dos andenes con una pequeña caseta sin función y una marquesina.
Los trenes solo paran en este apeadero si hay algún viajero esperando en el andén o si alguno de los pasajeros que van en él solicita parada usando los pulsadores del interior del tren. El apeadero dispone de dos vías, siendo el andén este el que se utiliza para los trenes que circulan con dirección norte y el oeste para los que circulan en dirección sur.
Del 30 de octubre de 2024 al 26 de junio de 2025, a consecuencia de las graves inundaciones acontecidas en la provincia de Valencia, la estación permaneció cerrada. Se habilitaron servicios alternativos de autobuses con parada en las estaciones afectadas.